# 小孔颖草
小孔颖草（学名：Bothriochloa nana）为禾本科孔颖草属下的一个种。

## 扩展阅读
- 維基物種上的相關：小孔颖草